# Consuma
Consuma è una frazione situata a metà tra la Città metropolitana di Firenze e la provincia di Arezzo, divisa amministrativamente tra i comuni di Pelago e Montemignaio.

## Geografia antropica e fisica
Il paesaggio attorno alla Consuma è caratterizzato dalla fitta presenza di boschi, specialmente faggeti, abeti, querceti, castagneti e pinete che accompagnano i castagneti da frutto sorti in seguito a decise opere di dissodamento e di innesto di queste colture.
Tutti questi boschi sono contraddistinti anche per la presenza di varie specie di funghi.
La località è tuttora attraversata dalla ex Strada Statale 70 che da essa prende il nome; l'abitato della Consuma, nel lato amministrativo legato a Firenze, ha fatto parte della Comunità montana Montagna Fiorentina prima di confluire nell'Unione di comuni Valdarno e Valdisieve di cui fanno parte Pelago e Rufina.

## Origini del nome
Il nome di Consuma probabilmente deriva dalla famiglia Consumi, oriunda ferrarese, scacciata da quella città per ragioni politiche.

## Storia

### Le origini
La località toscana della Consuma nasce lungo un'antica via che collegava il Casentino con Firenze e il Valdarno, precisamente all'altezza di 1050 metri sul livello del mare.

### Il Pievano Arlotto alla Consuma
In una notte di forte pioggia, di ritorno dal Casentino, il Pievano Arlotto si fermò, completamente fradicio, in una piccola osteria presso la Consuma la quale era piena di gente ed era impossibile anche solo avvicinarsi ai posti al fuoco, tutti già occupati. Il Pievano si rivolse all'oste con il tono di chi vuol parlare privatamente, ma anche farsi intendere da tutti, raccontando la disavventura di aver perduto dal carniere, dove si era fermato a orinare a qualche miglio da lì, la bella somma di quattordici lire e diciannove fiorini. Pian piano, a piccoli gruppi, i commensali si offrirono di uscire per cercare le monete, così il Pievano non solo poté ristorarsi bello largo vicino al fuoco ma, per la compassione dell'oste, ebbe anche il conto abbonato.

### Lo sviluppo come luogo di villeggiatura
Complice la vicinanza a Firenze, Consuma scoprì la propria vocazione come meta turistica negli anni della rinascita post-bellica (1950-1960). In quei decenni l'abitato si arricchì di ville intorno al borghetto centrale.

## Monumenti e luoghi d'interesse
La piccola chiesa della Consuma fu costruita nel 1932 su disegno dell'architetto Padre Franci, sopra una vecchia cappella che risaliva al 1500. Questa chiesa ha uno stile romanico moderno, a tre navate, con due file di colonne.

## Cultura e società

### Biblioteca
La frazione ha una biblioteca presso il Centro Turistico Culturale gestita da Proconsuma APS.

## Infrastrutture e trasporti
La strada regionale 70 della Consuma (SR 70) attraversa l'abitato collegando il Valdarno superiore al Casentino, attraverso il Passo della Consuma.
I servizi autobus che servono le due vallate con Firenze e Bibbiena sono utilizzati per raggiungere l'abitato della Consuma.